# المقاومة الشاملة
المقاومة الشاملة Total Resistance هو كتاب إرشادي عن حرب العصابات من سبعة أجزاء.
كتبه الضابط في الجيش السويسري هانس فون داخ في عام 1957، لإعداد وتحضير الشعب السويسري للمقاومة المسلحة في حالة غزو سويسرا من قبل قوات حلف وارسو، والذي كان محتملا ضمن سياق الحرب الباردة.
أعيد نشر الكتاب على هيئة ترجمات مقرصنة لعشرات اللغات في العديد من البلدان في الخارج، واعتبر من أهم الكتب بين الجماعات الإرهابية اليسارية والتي استخدمته في الستينيات والسبعينيات من القرن الماضي.

## روابط خارجية
- المقاومة الشاملة: دليل الجيش السويسري لحرب العصابات والعمليات السرية. بولدر، كولورادو: مطبعة بالادين، 1965.